# نهان‌جاندارشناسی

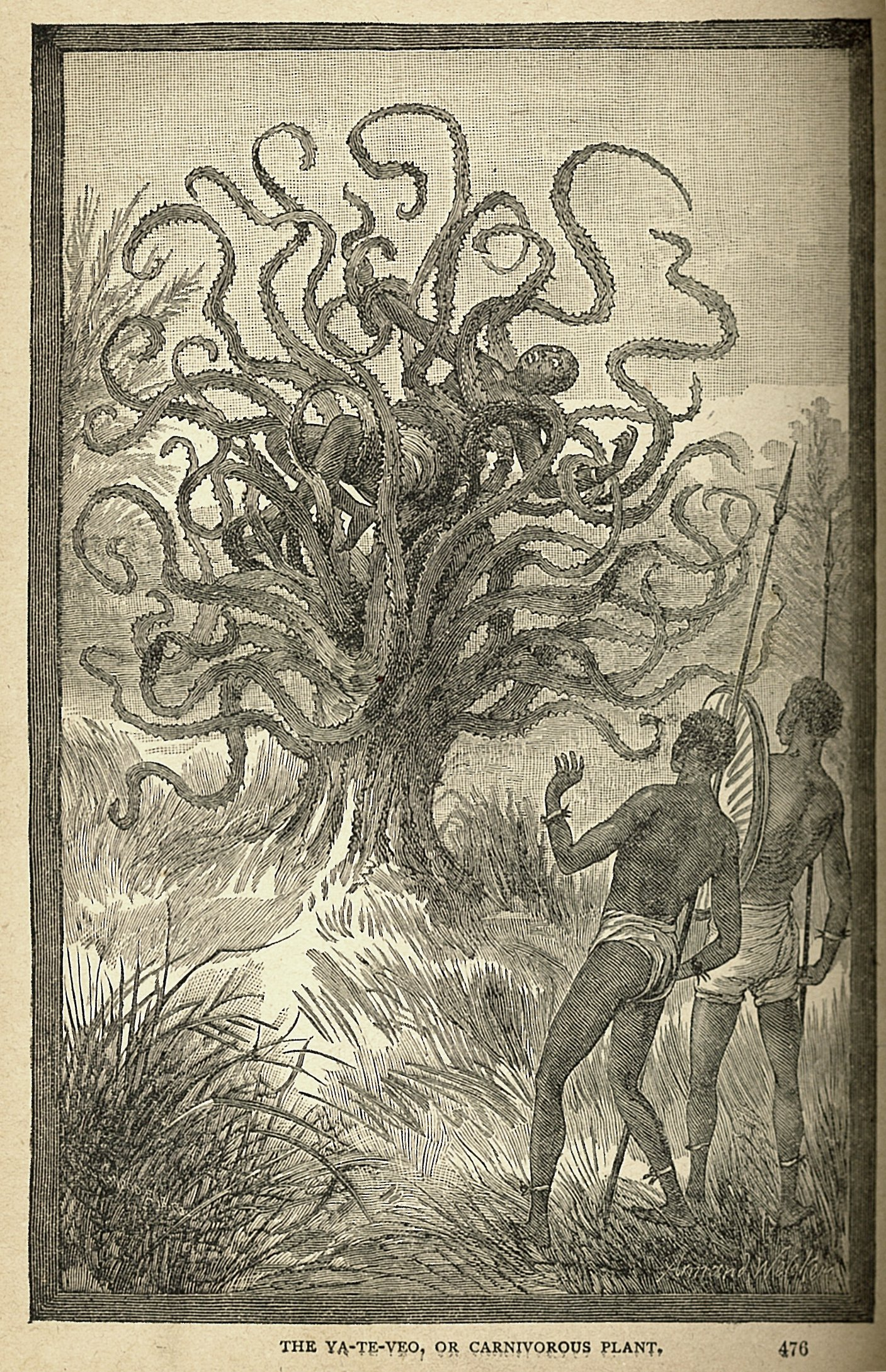
یاته‌وه‌ئو، «درخت آدم‌خوار».

نهان‌جاندارشناسی (به انگلیسی: Cryptozoology) زمینه مطالعه‌ای است در مورد جانوران و گیاهانی که وجود آن‌ها ثابت نشده‌است. این رشته شامل جانوران گزارش‌شده توسط بومیان برخی مناطق می‌شود و بررسی احتمال وجود برخی گونه‌های زنده از جانوران منقرض‌شده مثل دایناسورها را نیز دربر می‌گیرد. بررسی و شناخت جانداران افسانه‌ای و خرافی و جستجوی ریشه این افسانه‌ها و ارتباط آن‌ها با جانداران واقعی نیز در این رشته می‌گنجد.
به جاندارانی که نهان‌جاندارشناسان مورد مطالعه قرار می‌دهند اصطلاحاً «نهان‌جاندار» (Cryptid) می‌گویند. این اصطلاح را جان وال در سال ۱۹۸۳ ساخت.
نهان‌جاندارشناسی به عنوان زیرشاخه‌ای از زیست‌شناسی یا یک رشته علمی به‌شمار نمی‌آید و نمونه‌ای است از دانش‌نماها (شبه‌علوم)، زیرا بیشتر با داستان‌های بومی، افسانه‌ها و گزارش‌های مشاهدات اثبات‌نشده سر و کار دارد.
از نمونه‌های نهان‌جانداران می‌شود که انواع هیولاهای دریایی، درختان آدم‌خوار، دلفین‌های دوباله، راهب دریایی را نام برد. یتی در هیمالیا و هیولای لخ‌نس در اسکاتلند و پاگنده در آمریکای شمالی از نمونه‌های شناخته‌شده نهان‌جانداران هستند.